# Sønderborgs kommun
Sønderborgs kommun (danska: Sønderborg Kommune) är en kommun i Region Syddanmark (tidigare i Sønderjyllands amt) i sydvästra Danmark. Kommunens centralort är staden Sønderborg.

## Administrativ historik
Sønderborgs kommun bildades i samband med kommunreformen 1970 genom en sammanslagning av Sønderborgs stad med landskommunerna Dybbøl och Ulkebøl.
Den 1 januari 2007, som en del av kommunreformen 2007, gick kommunerna Augustenborg, Broager, Gråsten, Nordborg, Sundeved och Sydals upp i Sønderborgs kommun.

### Vapen för tidigare kommuner inom den nuvarande kommunen

Augustenborgs kommun (1966–2006)
Broagers kommun (1922–2006)
Gråstens kommun (1948–2006)
Nordborgs kommun (1924–2006)
Sundeveds kommun (1985–2006)
Sydals kommun (1980–2006)

## Socknar
1. Nordborgs socken
2. Oksbøls socken
3. Havnbergs socken
4. Svenstrups socken
5. Egens socken
6. Notmarks socken
7. Ullerups socken
8. Sottrups socken
9. Ulkebøls socken
10. Augustenborgs socken
11. Kettings socken
12. Asserbølle socken
13. Kværs socken
14. Rinkenæs socken
15. Gråsten-Adsbøls socken
16. Nybøls socken
17. Dybbøls socken
18. Sankt Marie socken
19. Christians socken
20. Hørups socken
21. Tandslets socken
22. Egernsunds socken
23. Broagers socken
24. Kegnæs socken
25. Lysabilds socken

## Borgmästare
- Jan Prokopek Jensen, 1 januari 2007–31 december 2009
- Aase Nyegaard, 1 januari 2010–31 december 2013
- Erik Lauritzen, 1 januari 2014–

Denna lista hämtas från Wikidata. Informationen kan ändras där.